# كاميلي جيناتزي

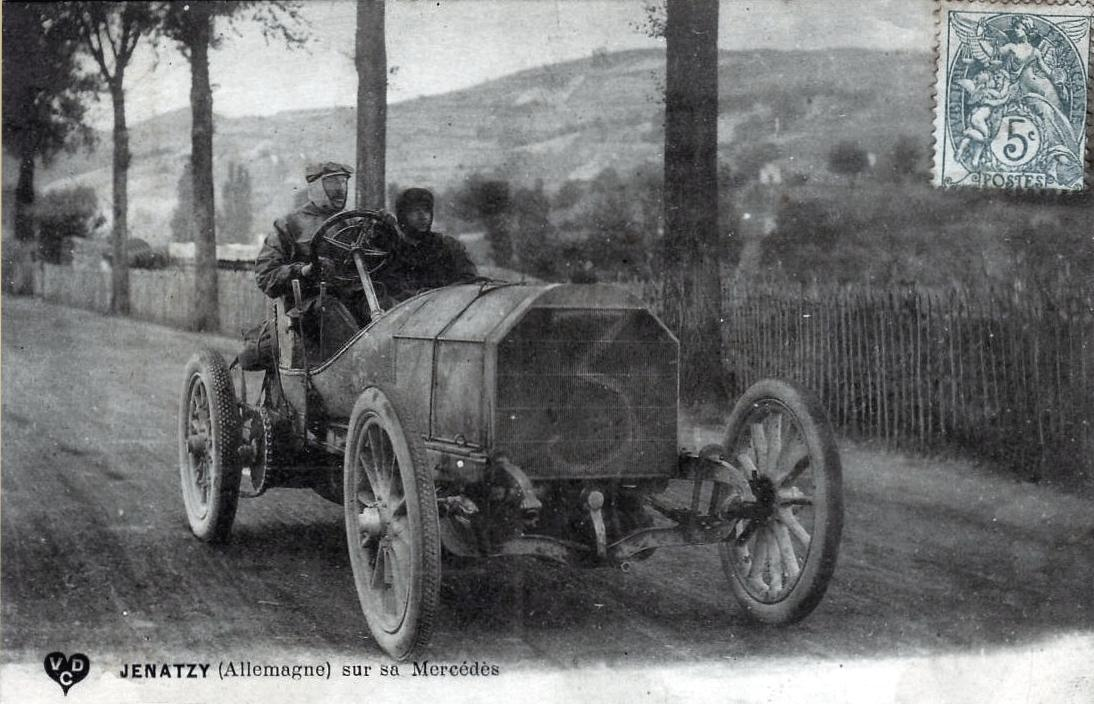
جيناتزي في سيارة مرسيدس

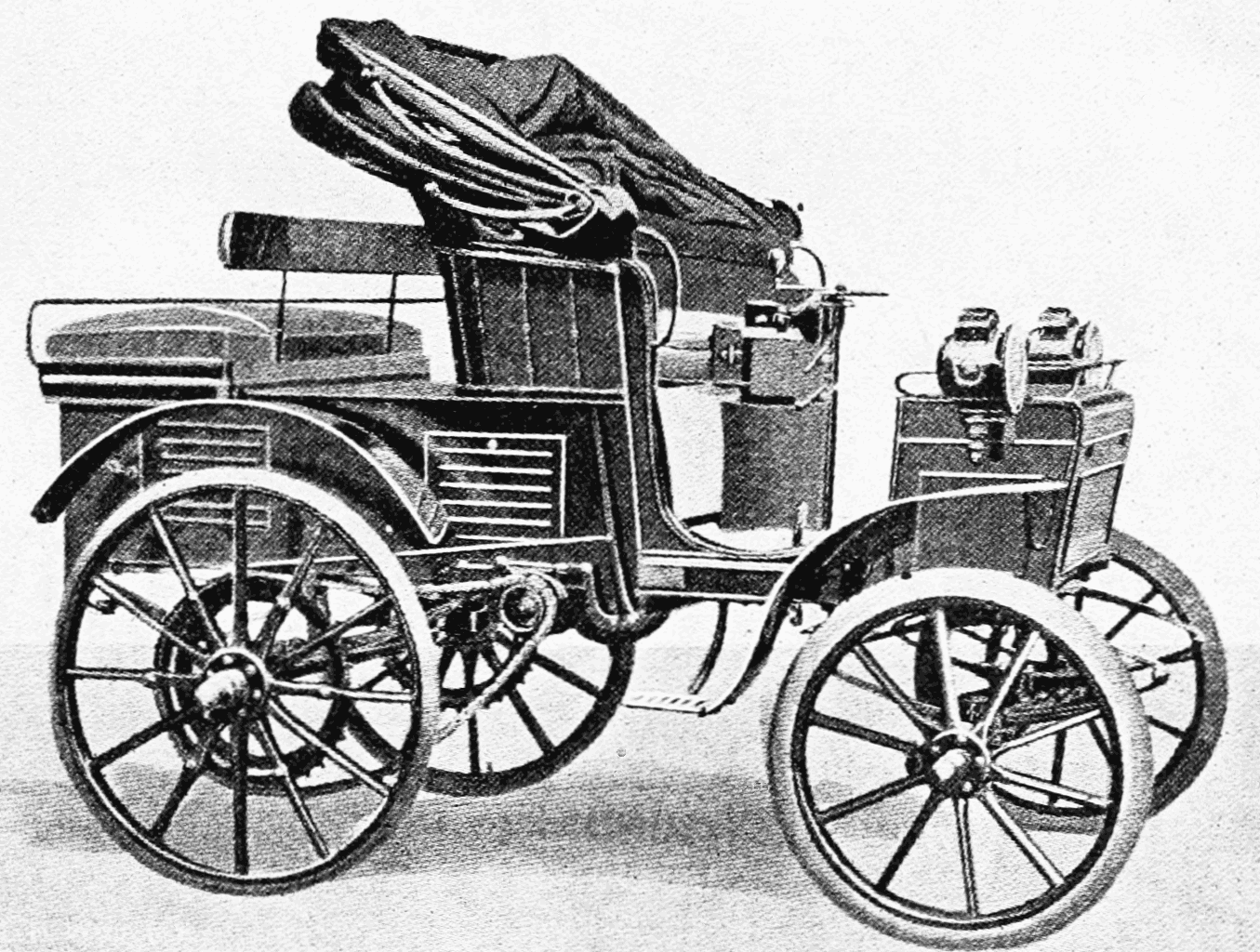
سيارة جيناتزي الكهربائية عام 1900.

كاميلي جيناتزي ( 1868 شيربيك– 8 ديسمبر 1913 هاباي نيوفاوندلاند) سائق سيارة سباق بلجيكي وأول من استطاع كسر حاجز 100 كم/ ساعة كما استطاع تحطيم الرقم القياسي للسرعة الارضية ثلاث مرات. تم اطلاق عليه اسم الشيطان الأحمر Le Diable Rouge نسبة إلى لون لحيته.

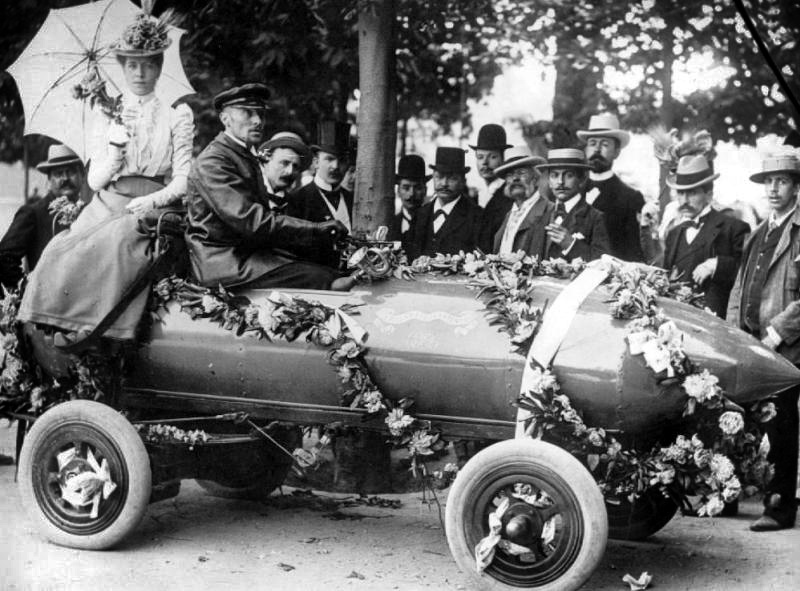
صورة لكاميلي جيناتزي وزوجته في سيارة لا جاميس كونتي.

## سجل الإعداد
في 17 يناير 1899، في أخيرس، الإيفلين بالقرب من العاصمة باريس، فرنسا وصل إلى سرعة 66.66 كم/ ساعة بما يعادل 41.42 ميل/ ساعة بسيارة سيجا دوكارت CGA Dogcart من تصميم كاميلي نفسه. لكن تم تحطيم رقم كاميلي من قبل غاستون دي شاسلوب لوبات بعد وصوله إلى سرعة 43.69 ميل/ساعة في نفس اليوم إلى أن عاد كاميلي مرة أخرى إلى القمة بعد تسجيله 80.35 كم/ ساعة بما يعادل 49.93 ميل/ ساعة في 17 يناير 1899 أي بعد مرور 10 أيام فقط.
في 4 مارس تم كسر هذا الرقم مرة أخري من قبل شاسيلوب لوبات ليتربع على عرش قيادة السيارات إلى 29 أبريل عندما استطاع كاميلي تحطيم الرقم للمرة الثالثة بوصوله إلى 105.88كم/ ساعة أي ما يعادل 65.79 ميل/ ساعة، ليصبح بذلك أول من تخطى حاجز 100 كم/ ساعة بسيارة كيتا 25 لا جاميس كونتي الكهربائية.
فقد كاميلي الرقم لصالح ليون سيربوليت في عام 1902.
حصل كاميلي في عام 1903 على كأس جوردون بينيت المقامة في آيرلندا بقيادة سيارة مرسيدس-بنز.

## الموت
في عام 1913، توفي جيناتزي في حادث صيد حيث تم إطلاق النار علية بالخطأ من قبل أصدقائه عندما اختبأ خلف شجرة وبدأ بتقليد أصوات الحيوانات كنوع من المزاح مع أصدقائه خلال الرحلة. أطلق الأصدقاء الرصاص عليه دون علمهم بأنه كاميلي الذي توفي بنزيف قبل أن يصلوا به إلى المستشفى. بذلك تحققت نبوءته الخاصة التي نصت على موته في سيارة مرسيدس.
دفن جيناتزي في مقبرة لايكين في بروكسل.

## وصلات خارجية
- كاميلي جيناتزي- أول من استطاع تحطيم حاجز 100 كم/ ساعة.
- كاميلي جيناتزي- أبطال السيارات.
- حول HEVF| التاريخية المؤسسة للسيارات الكهربائية
- حدث في مثل هذا اليوم- تاريخ السيارات.